# Made in Japan
Made in Japan är ett livealbum av hårdrocksbandet Deep Purple. Albumet släpptes som dubbel-LP i december 1972. I Europa släpptes skivan på gruppens eget skivbolag Purple Records och i USA på Warner Bros. Records. I Nordamerika släpptes Made in Japan senare eftersom skivbolaget där ville få ut albumet Who Do We Think We Are först. Made in Japan spelades in i Osaka den 15, 16 augusti 1972 samt Tokyo den 17 augusti. Albumet gavs ursprungligen bara ut i Japan, och då med titeln Live in Japan. Så gott som allt material från alla tre konserterna gavs senare ut på en 3CD utgåva, även den med titeln "Live in Japan".
Albumet innehåller fyra låtar från studioalbumet Machine Head, en låt var från studioalbumen, Deep Purple in Rock och Fireball samt singeln "Strange Kind of Woman". De flesta av låtarna är betydligt längre, och har i några fall även något högre tempo än i studioversionerna. De har dessutom längre solon, vilket främst märks i den avslutande "Space Truckin" som ursprungligen tog upp en hel skivsida av dubbel-LP:n. Albumet är ett av Deep Purples mest kända, och brukar ofta röstas fram som ett av de bästa rock-albumen genom tiderna.
År 1998 släpptes en nymixad utgåva av albumet som innehöll tre bonusspår, live-versioner av "Black Night", "Speed King" och "Lucille". På den utgåven är skivomslaget svart istället för guldfärgat.

## Låtlista
(Alla låtar är skrivna av Blackmore/Gillan/Glover/Lord/Paice)
Sida ett
1. "Highway Star" - 6:43
2. "Child in Time" - 12:17

Sida två
1. "Smoke on the Water" - 7:36
2. "The Mule" (trumsolo) - 9:28

Sida tre
1. "Strange Kind of Woman" - 9:52
2. "Lazy" - 10:27

Sida fyra
1. "Space Truckin'" - 19:54

## Medlemmar
- Ian Gillan - Sång
- Ritchie Blackmore - Gitarr
- Roger Glover - Bas
- Jon Lord - Orgel
- Ian Paice - Trummor

## Listplaceringar
| Lista (1973)   | Position             |
| -------------- | -------------------- |
| Australien     | 2 (Go Set)           |
| Danmark        | 8                    |
| Finland        | 4                    |
| Kanada         | 5 (RPM)              |
| Nederländerna  | 4                    |
| Norge          | 7 (VG-lista)         |
| Storbritannien | 16 (UK Albums Chart) |
| Sverige        | 6 (Kvällstoppen)     |
| USA            | 6 (Billboard 200)    |
| Västtyskland   | 1                    |
| Österrike      | 1                    |